# Rudolf II van Coucy
Rudolf II van Coucy (overleden te Al-Mansura op 8 februari 1250) was van 1242 tot aan zijn dood heer van Coucy, Marle en La Fère. Hij behoorde tot het huis Coucy.

## Levensloop
Rudolf II was de oudste zoon van heer Engelram III van Coucy en Maria van Montmirail, vrouwe van Méaux, Montmirail, Oisy en La Fère. In 1242 volgde hij zijn vader op als heer van Crécy. 
Hij nam deel aan de Zevende Kruistocht die koning Lodewijk IX van Frankrijk voerde in Egypte. Hij behoorde tot de voorhoede van graaf Robert I van Artesië en nam in februari 1250 deel aan de bestorming van Al-Mansura. In de daaropvolgende strijd met de krijgers van de Mammelukken sneuvelde Rudolf.
Hij was gehuwd met Philippa, dochter van Simon van Dammartin, graaf van Ponthieu. Het huwelijk bleef kinderloos. Hierdoor werd Rudolf als heer van Coucy opgevolgd door zijn broer Engelram IV. Philippa huwde vervolgens met Otto II van Gelre.